# Miguel Zévaco
Michel Zévaco (1 de febrero de 1860, Ajaccio - 8 de agosto de 1918, Eaubonne) fue un escritor y novelista francés, además de ser columnista, director de cine, editor y un anticlerical y anarquista.
Michel Zévaco es famoso por sus novelas de capa y espada, que empezaron a aparecer como una serie en los diarios franceses en 1900, con gran éxito popular. Aún en la actualidad es fuente de inspiración y suscita nuevos intereses en la literatura popular.

## Biografía
Poco se conoce sobre la juventud y familia de Zévaco. Nacido en 1860 en la localidad de Ajaccio en la isla francesa de Córcega, se sabe que inicialmente ejerció el oficio de maestro de escuela y que posteriormente se unió al ejército en donde alcanzó el grado de Oficial. Se desconoce en qué año se dio de baja del ejército para dedicarse al periodismo, donde su pluma rindió cuenta en algunos periódicos revolucionarios y otros anarquistas.
En 1889, se unió a La Igualdad, periódico anarquista en el que publicó su primera serie, Rogue y compañía (1889), donde el discurso político ocupa un lugar importante, y que pronto sería seguido por otros. Activista importante, Zévaco se postuló para las elecciones de 1889. Los sindicatos de base utilizarían su pluma para obtener sus ideas (Un artículo contra el ministro del Interior, le valió cuatro meses de prisión). 
Michel Zévaco fundó la revista semanal anarquista Gueux (Mendigos, en francés) el 27 de marzo de 1892. Un mes después fue encarcelado por seis meses, también fue multado por alabar a Pini y Ravachol. A su salida escribió para Sébastian Faure en la revista Libertaire, así como para el periódico anarquista La Renaissance. Zévaco posteriormente participa en otros periódicos y revistas, incluyendo “el exterior", o “del Mendigo" en donde los textos que llevan su firma aparecen desde 1892 hasta 1896. 
En 1898 editó l'Anticlérical para la Liga Anticlerical de Francia y estuvo involucrado en el apoyo a Alfred Dreyfus durante el llamado Caso Dreyfus. Pero fue sólo con Borgia, publicado en 1900, en la pequeña República Socialista, cuando la carrera de novelista Zévaco realmente comienza, y anulará la carrera periodística. El enorme éxito de esta narración se debe a que Zévaco recurre a la ficción mezclada con hechos históricos. La saga Triboullet (1900-1901), El Puente de los Suspiros (1901), y especialmente en 1902, Los Pardaillan (el principio de una larga serie) mantienen el mismo estilo de novela histórica. 
Zévaco siguió escribiendo en paralelo a esta serie de libros (Pardaillan) otras novelas como Flores de París (1904), Los Misterios de la Tour de Nesle (1905, con frecuencia publicado bajo el título de La torre de Nesle) y en especial Le Matin, que es a partir de 1906, que con Gaston Leroux (a quien se debe la serie de Rouletabille, La esposa del sol o el fantasma de la ópera), se hace la publicación de la serie buque insignia (y uno de los mejor pagados - una gran línea), así como El Capitán (1906), Nostradamus (1907), La Heroína (1908), o el Hotel Saint-Pol (1909). 
Zévaco continuó su carrera como escritor con el mismo éxito hasta su muerte en 1918, su última novela, a título póstumo fue Los clérigos.
Cabe hacer notar que Zévaco dejó una gran colección de obras que no han sido publicadas aún.

## Muerte
Zévaco falleció el 8 de agosto de 1918 en la comunidad de Eaubonne en Francia. Le sobrevive una prolífica serie de novelas que lo han vuelto inmortal.

## Novelas
- Borgia (1900)
- Triboullet (1900)
- El puente de los suspiros (1901)
- Los Pardaillan (1902)
- Flores de París (1904)
- Los Misterios de la Tour de Nesle (1905)
- Le Matin (1905)
- El Capitán (1906)
- Nostradamus (1907)
- La Heroína (1908)
- El Hotel Saint-Pol (1909)

## Adaptaciones de sus novelas
Hay varias adaptaciones de sus novelas para películas de cine: 
- 1923: Buridan, el héroe de la Tour de Nesle, Marodon por Pierre (Francia, blanco y negro, en silencio). 
- 1937: Nostradamus, por J. B. Oro y A. Helu (México, blanco y negro). 
- 1952: Buridan, el héroe de la Tour de Nesle, E. Couzinet (Francia, blanco y negro). 
- 1960: El capitán, por A. Hunebelle (a quien también debemos Fantômas, según Souvestre y Allain, y El jorobado de Notre Dame, Féval de acuerdo con Pablo, Los Tres Mosqueteros, Alejandro Dumas o de la base Los misterios de París, de Eugenio Sue) con Bourvil y Jean Marais (el capitán) (Francia, colores): tenga en cuenta que esta serie, por razones comerciales, salieron a los países de habla inglesa bajo el título de Capitán Blood, con la esperanza, tal vez, de disfrutar de la notoriedad de la historia de capa y espada del mismo nombre de Rafael Sabatini, siendo 
- 1962: El Caballero Pardaillan, B. Borderie (franco-italiano, col.). 
- 1964: El Puente de los Suspiros, por el C. Campogalliani y P. Pierotti (francés-italiano-español). 
- 1964: Negrita! Pardaillan, B. Borderie (franco-italiano, col.). 
- 1997: Pardaillan E telefilme. Niermas, con Jean-Luc Bideau (Pardaillan padre), Guillaume Canet (hijo Pardaillan) y Garance Clavel (Francia). 
- Por último, una serie de televisión de 15 episodios fue lanzado en 1988, con Patrick Bouchitey (Pardaillan) y Clay Philippe.